# Ergasilus scotti
Ergasilus scotti is een eenoogkreeftjessoort uit de familie van de Ergasilidae. De wetenschappelijke naam van de soort is voor het eerst geldig gepubliceerd in 1923 door Sundara Raj.